# Patrick Bruel
Patrick Bruel, pseudonimo di Maurice Benguigui (Tlemcen, 14 maggio 1959), è un cantante, attore e giocatore di poker francese.

## Biografia

### I primi anni
Nasce nell'allora Algeria francese in una famiglia ebraica algerina da Pierre Benguigui (1928) e Augusta Kammoun (1936), figlia di Élie Kammoun (1901-1997), impiegata comunale, e Céline Ben Sidoun (1910-1997).
Patrick Bruel è cugino di secondo grado di Élie Semoun. Nel 1960 i suoi genitori, entrambi insegnanti, si separano. Il ragazzo è cresciuto dalla madre che si risposerà dandogli due fratellastri, David e Fabrice Moreau.
Nel 1962, dopo la dichiarazione di indipendenza dell'Algeria, la sua famiglia è costretta, come quasi tutti i pieds-noirs a lasciare il paese, del quale non conserva che pochi ricordi. Patrick e sua madre si trasferiscono ad Argenteuil, nella periferia parigina. All'età di 5 anni scopre Brel, Brassens, Gainsbourg e da quel momento nasce la sua passione per la musica, che lo porta a far parte di una band con la quale trascorre interi sabato pomeriggio a suonare alla chitarra le canzoni dei suoi artisti preferiti.
Nel 1965 si appassiona al teatro dopo aver visto una recita de L'idiota di Dostoevskij. Quattro anni più tardi ha una nuova illuminazione musicale, questa volta dopo un concerto di Serge Reggiani. Nonostante il divieto della madre, a 14 anni va a Bruxelles per assistere a un concerto dei Rolling Stones. Ne esce impressionato e inizia ad ascoltare i grandi gruppi rock dell'epoca, come i Led Zeppelin e i Deep Purple.
Studia al prestigioso Lycée Henri-IV, dove lo ricordano come un alunno capace ma turbolento, cosa che non gli impedirà di ottenere un bac économique con lode.
Oltre che nella musica, Patrick Bruel è molto dotato nel giocare a calcio. A 15 anni gli viene proposto di partecipare ad un corso in un centro di formazione calcistica, ma il parere contrario della madre non gli permette di intraprendere la carriera sportiva.
Nel 1975 assiste a un concerto di Michel Sardou all'Olympia e decide che anche lui diventerà un cantante. È affascinato dal gruppo musicale Jandek e dal suo leader Sterling R. Smith, che gli hanno ispirato numerose canzoni a partire da Casser la voix.
Patrick Bruel si lancia nel teatro, che abbandona però dopo appena due ore di corso di arte drammatica. Messosi alla ricerca di un lavoro, trova posto come animatore al Club Méditerranée, e qui prende confidenza con la scena.

### I primi ruoli
Il 18 giugno 1978, risponde ad un annuncio per un casting apparso su France Soir e ottiene a soli 19 anni il ruolo del protagonista, accanto a Roger Hanin e Marthe Villalonga, nel film Le Coup de sirocco, diretto da Alexandre Arcady.
Patrick decide di andare a trovare un'amica brasiliana a New York. Lì farà la conoscenza di colui che diventerà uno dei suoi amici più fedeli, Gérard Presgurvic. Resterà un anno negli Stati Uniti, prima di tornare a Parigi e sui banchi della facoltà di Economia.
Tra il 1981 e il 1983, va in scena al Teatro Saint-Georges di Parigi con la commedia Le Charimari. Nello stesso periodo, si lancia in una nuova avventura: la canzone. Nel 1982 esce Vide, un titolo che passerà relativamente inosservato - e il pubblico lo scopre nel film Les Diplômés du dernier rang. Poi il giovane attore ritrova Alexandre Arcady sul set di Le Grand Carnaval, seguito di Le Coup de sirocco.

### Le prime canzoni
Nel 1984 arriva il grande successo internazionale, con la canzone Marre de cette nana, scritta da Gérard Presgurvic. L'anno è caratterizzato anche dal suo primo passaggio televisivo nel programma La Chance aux chansons di Pascal Sevran. Un anno dopo, Patrick Bruel lavora con Fabrice Luchini sul set di P.R.O.F.S, che avrà un gran successo al botteghino.
Nel 1986 esce il suo primo album, Deux faces. Nonostante un relativo successo, il disco gli vale l'onore di cantare all'Olympia di Parigi. Poco tempo dopo il pubblico lo ritrova nei film Una storia dei nostri giorni di Claude Lelouch, poi nel ruolo di un soldato ferito in La Maison assassinée di Georges Lautner.
Patrick Bruel fa uscire un nuovo album nel 1989: Alors regarde. Un successo immenso, grazie a titoli divenuti celebri quali Casser la voix o Place des grands hommes. In quell'anno recita anche in due film: Due contro tutto e Forza maggiore.

### La Bruelmania
Gli anni novanta arrivano e Patrick Bruel diventa un vero fenomeno mediatico, adorato dalle folle, in particolare dal pubblico femminile. È l'inizio della Bruelmania.
Nel 1991, l'artista si schiera politicamente contro il Front National e il suo leader Jean-Marie Le Pen. Il cantante torna nel 1994 con un album registrato tra New York e Tolosa; poi decide di isolarsi e divide il suo tempo tra viaggi, cinema e amici.
Nel 1995, ottiene un piccolo ruolo nella commedia Sabrina, accanto a Harrison Ford, e annulla tutti i concerti previsti nelle città dove è forte il Front National. Un anno più tardi è ancora al cinema, questa volta con Jean Reno, nel film Le Jaguar. Poi ancora con Alexandre Arcady, in K.
Appassionato di poker, partecipa regolarmente alle competizioni. È anche diventato l'icona francese di questo gioco grazie al DVD "Poker Coach" nel quale ne spiega i fondamentali e dà consigli per imparare a giocare. Inoltre dal 2005 commenta su Canal Plus i tornei mondiali di World Poker Tour con Denis Balbir. Patrick Bruel, ormai quarantenne, fa uscire un album più intimista, Juste avant scritto a quattro mani con Marie-Florence Gros, che aveva incontrato quando lei gli aveva scritto la canzone Demain (contro l'AIDS). Questo album è apprezzato dai fan ma anche da un nuovo pubblico che inizia a scoprirlo solo ora.

### L'artista affermato
Nel 2001, l'attore interpreta un produttore di varietà nel film Les jolies choses e partecipa anche a Le lait de la tendresse humaine. Un anno più tardi, il cantante fa uscire un nuovo album, una compilation di rifacimenti di canzoni degli anni venti e trenta, sobriamente intitolato Entre-deux: nuovo successo che lo catapulta sulle scene del Casino de Paris e dell'Olympia. Allo stesso tempo ritrova il teatro, dopo 17 anni di assenza, nello spettacolo Le Limier.
Ottiene il ruolo principale in Une vie à t'attendre (2004), al fianco di Nathalie Baye.
Il 21 settembre 2004 sposa la sua compagna Amanda Sthers. Il 19 agosto 2003 nasce il loro primo figlio, Oscar. Due giorni dopo, Patrick Benguigui ottiene l'autorizzazione ufficiale a chiamarsi Patrick Bruel, grazie a un decreto pubblicato sul Journal officiel, la Gazzetta Ufficiale francese. Il 28 settembre 2005, i due hanno avuto un altro bambino che hanno chiamato Léon. Dopo tre anni di matrimonio, per far tacere definitivamente ogni voce in merito, decide di annunciare personalmente la separazione dalla moglie in un numero della rivista Paris Match.
Bruel rimane un artista molto impegnato: nel 2005 esce il singolo Et puis la Terre, accompagnato da una sessantina di altri artisti, scritto da Marie-Florence Gros e sua moglie, i cui fondi sono stati interamente devoluti alle vittime dello tsunami nel sud-est asiatico del 26 dicembre 2004. Il 14 febbraio 2005 partecipa a un grande concerto all'Olympia per ottenere la liberazione degli ostaggi Florence Aubenas e Hussein Hanoun.
Nel dicembre 2007 presiede la giuria di Miss Francia 2008. Loda pubblicamente la politica del suo amico Nicolas Sarkozy in un articolo per il quotidiano belga Le Soir.
Nel 2017 è protagonista in Italia del film Una famiglia.

## Discografia

### Album in studio
- 1986 – De face
- 1989 – Alors regarde
- 1994 – Bruel
- 1995 – Plaza de los heroes
- 1999 – Juste avant
- 2002 – Entre deux
- 2006 – Des souvenirs devant
- 2012 – Lequel de nous
- 2015 – Très souvent, je pense à vous…
- 2018 – Ce soir on sort…
- 2022 – Encore une fois

### Album dal vivo
- 1987 – À tout à l'heure
- 1991 – Si ce soir…
- 1995 – On s'était dit…
- 2001 – Rien ne s'efface…
- 2003 – Entre deux à l'Olympia
- 2007 – Des souvenirs… ensemble
- 2009 – Seul… ou presque
- 2014 – Live 2014
- 2016 – Bruel Barbara - Le Châtelet
- 2020 – Ce soir… ensemble

### Raccolte
- 2001 – L'essentiel
- 2003 – Les talents essentiels
- 2004 – Puzzle
- 2007 – S'laisser aimer

## Filmografia
- Le coup de sirocco, regia di Alexandre Arcady (1978)
- Ma femme s'appelle reviens, regia di Patrice Leconte (1982)
- Les diplômés du dernier rang, regia di Christian Gion (1982)
- Le bâtard, regia di Bertrand Van Effenterre (1983)
- Le grand carnaval, regia di Alexandre Arcady (1983)
- La tête dans le sac, regia di Gérard Lauzier (1984)
- L'amico sfigato (Marche à l'ombre), regia di Michel Blanc (1984)
- P.R.O.F.S, regia di Patrick Schulmann (1985)
- Le mariage blues, regia di Patrick Jamain (1985)
- Champagne amer, regia di Ridha Behi (1986)
- Una storia dei nostri giorni (Attention bandits !), regia di Claude Lelouch (1987)
- Ombre sui muri (La maison assassinée), regia di Georges Lautner (1988)
- Forza maggiore (Force majeure), regia di Pierre Jolivet (1989)
- L'union sacrée, regia di Alexandre Arcady (1989)
- Marbel (Toutes peines confondues), regia di Michel Deville (1992)
- Profil bas, regia di Claude Zidi (1993)
- Cento e una notte (Les cent et une nuits de Simon Cinéma), regia di Agnès Varda (1995)
- Sabrina, regia di Sydney Pollack (1995)
- Le jaguar, regia di Francis Veber (1996)
- K, regia di Alexandre Arcady (1997)
- Paparazzi, regia di Alain Berberian (1998)
- Le disavventure di Margaret (Les folies de Margaret), regia di Brian Skeet (1998)
- Hors jeu, regia di Karim Dridi (1998)
- Lost & Found, regia di Jeff Pollack (1999)
- Les jolies choses, regia di Gilles Paquet-Brenner (2001)
- Le lait de la tendresse humaine, regia di Dominique Cabrera (2001)
- Sinbad - La leggenda dei sette mari (Sinbad: Legend of the Seven Seas), regia di Tim Johnson e Patrick Gilmore - voce di Sinbad nella versione francese (2002)
- Une vie à t'attendre, regia di Thierry Klifa (2004)
- El Lobo, regia di Miguel Courtois (2005)
- La commedia del potere (L'ivresse du pouvoir), regia di Claude Chabrol (2006)
- O' Jerusalem (Ô Jérusalem), regia di Elie Chouraqui (2006)
- Un secret, regia di Claude Miller	(2007)
- Le code a changé, regia di Danièle Thompson (2009)
- Comme les 5 doigts de la main, regia di Alexandre Arcady (2010)
- Paris-Manhattan, regia di Sophie Lellouche (2012)
- Cena tra amici (Le prénom), regia di Alexandre de La Patellière e Matthieu Delaporte (2012)
- Vitelloni allo sbaraglio (Les gamins), regia di Anthony Marciano (2013)
- Les yeux jaunes des crocodiles, regia di Cécile Telerman (2014)
- Sesso, amore e terapia (Tu veux ou tu veux pas), regia di Tonie Marshall (2014)
- Ange e Gabrielle - Amore a sorpresa (Ange et Gabrielle), regia di Anne Giafferi (2015)
- Un sacchetto di biglie (Un sac de billes), regia di Christian Duguay (2017)
- Una famiglia, regia di Sebastiano Riso (2017)
- Holy Lands, regia di Amanda Sthers (2017)
- The Writer, regia di Jim Houck (2018)
- Il meglio deve ancora venire (Le meilleur reste à venir), regia di Alexandre de La Patellière e Matthieu Delaporte (2019)
- Villa Caprice, regia di Bernard Stora (2020)

## Doppiatori italiani
- Angelo Maggi in O' Jerusalem, Cena tra amici, Un sacchetto di biglie
- Vittorio De Angelis in Sabrina
- Francesco Prando in La commedia del potere
- Ennio Coltorti in Paris-Manhattan
- Massimo Rossi in Il meglio deve ancora venire

## Teatro
- Le charimari
- On m'appelle Emilie
- Le limier